# Tat'jana Ivanovna Ustinova
Tat'jana Ivanovna Ustinova (Alušta, 14 novembre 1913 – Vancouver, 4 settembre 2009) è stata una geologa sovietica, nota per aver scoperto la Valle dei Geyser in Kamčatka.

## Biografia
Dopo aver completato gli studi presso l'università di Charkiv, lavorò nella riserva naturale di Il'men negli Urali meridionali. Nel 1940 si trasferì con il marito Jurij Averin nella riserva della biosfera di Kronockij, in Kamčatka. Nell'aprile del 1941 vi scoprì, accompagnata dalla guida Anisifor Pavlovič Krupenin, la Valle dei Geyser.
Rimase in Kamčatka fino al 1946 per esplorare la Valle dei Geyser. Successivamente lavorò a Chișinău (Repubblica Socialista Sovietica Moldava). Nel 1951 il suo libro I geyser della Kamčatka (Гейзеры Камчатки) fu pubblicato in un'edizione di 20 000 copie.
Nel 1989 la Ustinova lasciò l'Unione Sovietica per trasferirsi in Canada a vivere con la figlia maggiore Tat'jana e suo marito, il compositore Nikolaj Korndorf. Qui morì nel settembre 2009 all'età di 96 anni. Nel suo testamento, espresse il desiderio che le sue ceneri venissero seppellite nella Valle dei Geyser.